# سیارک ۱۲۷۴
سیارک ۱۲۷۴ (به انگلیسی: 1274 Delportia، نامگذاری:1932WC) هزار و دویست و هفتاد و چهارمین سیارک کشف شده‌است که در ۲۸ نوامبر ۱۹۳۲ کشف شد.
قدر مطلق سیارک برابر ۱۱٫۸۲ است.